# Merrily We Live (Lied)
Merrily We Live ist ein Lied aus dem Soundtrack der Screwball-Komödie Wie leben wir doch glücklich! (Originaltitel Merrily We Live). Komponiert wurde der Song von Phil Charig, getextet von Arthur Quenzer. Das Lied erklang während des Vor- und Abspanns des Films, gesungen von einem Offscreen-Chor.
Merrily We Live erhielt 1939 eine Oscarnominierung als „Bester Song“, musste jedoch Ralph Rainger und Leo Robin mit ihrem Lied Thanks for the Memory aus der Filmkomödie The Big Broadcast of 1938 den Vortritt lassen. Der Film Merrily We Live wurde außerdem in vier weiteren Kategorien für den Oscar nominiert („Beste Nebendarstellerin“, „Beste Kamera“, „Beste Ausstattung“, „Bester Ton“). Auch in diesen Kategorien gewann er nicht.  